# Ковальов Ігор Адольфович
Ігор Ковальов (нар. 17 січня 1954 року) — російський аніматор і режисер українського походження, співзасновник першої приватної анімаційної студії в Радянському Союзі «Пілот». З 1991 по 2005 працював у Klasky Csupo, де долучився до створення мультсеріалу «Справжні монстри», а також був співрежисером проєкту «Карапузи». Також відомий своїми авторськими анімаційними фільмами, що здобули чисельні нагороди на міжнародних фестивалях, враховуючи три гран прі Міжнародного Анімаційного Фестивалю в Отаві. В своїх інтерв'ю Ігор Ковальов часто ділиться тим що хотів би попрацювати з ігровим кіно, проте боїться нового для себе формату.

## Ранній період
Народився в Києві 17 січня 1954 року. Одразу після старшої школи, 1972 року, пішов працювати до Київнаукфільму, де промальовував проміжні кадри та клінап (чистову анімацію). Першими вчителями для нього стали Євген Сивокінь та Давид Черкаський. Згодом, порівнюючи атмосферу на українському Київнаукфільмі та російському Екрані, підсумовує «на київській студії, напевне, працювало більше особистостей, більше людей з яскравою індивідуальністю». Тут знайомиться також із художником та аніматором Олександром Татарським, з яким вони засновують підпільну студію «Фокус», де за допомогою саморобного анімаційного столу знімають двохсерійний мультфільм «До речі про пташок».
1979 року, дізнавшись про відкриття на Вищих режисерських курсах окремого відділу режисури анімації, Ігор з Олександром приїздять до Москви. Там вони показують свої напрацювання й отримують запрошення. Проте лише через рік керівництво Київнаукфільму надає дозвіл поїхати на навчання Ігореві, й відмовляє Олександру. До 1981 триває курс, на якому викладають Фьодор Хітрук, Юрій Норштейн, Владімєр Пєкарь та Віолєтта Колєснікова. Саме в Москві Ігор знайомиться з кращими зразками світового кінематографу, оскільки українська студія рідко отримувала доступ до подібного. Серед іншого, це арт фільми Роберта Брессона, Інгмара Бергмана, Карла Теодора Дреєра, а також експериментальна анімація Пріта Парна, Валеріана Боровчика, Борівоя Довніковіча.
Закінчивши навчання, з 1981 по 1987 рік долучився до Олександра Татарського в роботі на студії «Мульттелефільм» творчого об'єднання «Екран», де виступив режисером та художником-постановником. Через те що московську прописку було важко отримати, «нелегально» влаштувався на роботу під іменем колеги художниці з Київнаукфільму, котра була одружена із москвичем. Вже приступивши до роботи над фільмом «Пластилінова ворона», мусив терміново повертатися до Києва через смерть батька. У Києві він затримався і кілька років знову працював художником-мультиплікатором на «Київнаукфільмі», після чого повернувся на «Мульттелефільм», де отримав можливість ставити фільми як режисер.
Повернувшись до Москви, він знову відроджує тандем із Олександром Татарським на студії «Мульттелефільм». Поміж іншого, там вони знімають «Слідство ведуть Колобки», а також організовують анімаційні курси. У 1988 році вони заснували першу в СРСР приватну анімаційну студію «Пілот», куди переїхали разом зі своїми студентами. У 1989 році Ігор зняв свій перший авторський фільм «Його дружина курка», який отримав міжнародне визнання і приніс авторові перший Гран-прі на Оттавському міжнародному фестивалі анімації 1990 року. Так його запросили до США на зустріч зі студентами студії Дизней. Окрім того, його помітив Габор Чупо, який негайно запропонував йому місце в Klasky Csupo. Ковальов відхилив пропозицію і повернувся до Москви, щоб завершити роботу над наступною авторською стрічкою «Андрій Свіслоцький». Чупо продовжував контактувати з ним і гарантував, що він зможе далі знімати авторські фільми. Під натиском першої дружини та загальної кризи в анімації Ігор нарешті погодився.

## Робота в Америці
Влітку 1991 року, всього за 20 днів до Серпневого путчу, Ковальов з сім'єю виїхав до Лос-Анджелеса. Він почав працювати аніматором у «Сімпсонах», потім перейшов до роботи над «Карапузами» як режисер і дизайнер персонажів. Згодом серіал перетворився на одне з найпопулярніших дитячих телешоу. Ковальов також зв'язався з деякими провідними аніматорами студії «Пілот» запропонував їм приєднатися до нього. Це дуже засмутило Олександра Татарського, котрий продовжував вести власну студію й розумів високий ризик втрати кваліфікованих кадрів. Попри все, Ігор відвідував Татарського щороку аж до його смерті в 2007 році.
У 1993 році Ковальову запропонували поставити пілотний епізод анімаційного серіалу «Аааа!!! Реальні монстри». Як він пізніше згадував, це був його єдиний студійний проект, над яким він отримав майже повний контроль над візуальними рішеннями та сценарієм. Це стало можливим після того як вони з Чупо показали «Слідство, ведуть Колобки» продюсерам, й ті були вражені ним настільки що замовили подібний стиль. У 1998 році він став одним із режисерів повнометражного анімаційного фільму «Карапузи», що був створений відповідно на основі серіалу. Стрічка зібрала у прокаті 141 мільйон доларів, побивши касовий рекорд для анімаційних фільмів, що були випущені не компанією Дизнея. Однак Ковальов залишився незадоволений роботою, стверджуючи, що цього разу відчував значний тиск від продюсерів й значна кількість з його ідеї не було прийнято.
Чупо також дотримав обіцянки і дозволив йому працювати над своїми авторськими фільмами. «Птаха на вікні» (1996), «Переліт Нансен» (2000) і «Молоко» (2005) отримали низку нагород на міжнародних кінофестивалях. Однак, завершення зйомок останнього з цих фільмів припало на період, коли студія різко почала занепадати, і Ковальову довелося шукати спонсорство у свойого колишнього тестя, російського юриста Гєнріха Падви, який значиться в титрах як продюсер. Того ж року Ігор покинув Klasky Csupo, щоб викладати анімацію в Каліфорнійському інституті мистецтв.

### Повернення до України
В листопаді 2010 Ігор Ковальов змушений був покинути Америку, оскільки захворіла його мати, котра жила в Києві. Щоб бути ближче до неї, проте й мати можливість далі заробляти, він вирішив переїхати до Москви. Там він далі поєднує роботу над комерційними й незалежними фільмами й 2015 року знімає стрічку «До кохання». Разом з тим, проводить лекції та покази в Україні, стає членом журі Міжнародного фестивалю анімаційних фільмів «Крок в Рідній гавані». Через роки, Ігор Ковальов наголошує що прагне створити фільм в Україні й шукає можливість реалізувати цю мрію.

## Критика
Корейсько-американський аніматор та режисер Пітер Чанг, що є автором авангардного анімаційного серіалу «Æon Flux», називає Ігоря Ковальова одним зі своїх натхненників, що яскраво відображається в мальовці та драматургії Пітера. Разом їм довелося попрацювати над пілотним випуском мультсеріалу «Карапузи».